# Songeons

Songeons este o comună în departamentul Oise, Franța. În 1 ianuarie 2022 avea o populație de 939 de locuitori.